# Сан Микеле (Империја)
Сан Микеле је насеље у Италији у округу Империја, региону Лигурија.
Према процени из 2011. у насељу је живело 45 становника. Насеље се налази на надморској висини од 143 м.